# Борленге (община)
Община Борленге (на шведски: Borlänge kommun) е разположена в лен Даларна, централна Швеция с обща площ 639 km2 и население 50 023 души (към 31 декември 2013). Административен център е град Борленге.